# Helophorus columbianus
Helophorus columbianus är en skalbaggsart som beskrevs av Mccorkle 1965. Helophorus columbianus ingår i släktet Helophorus och familjen halsrandbaggar. Inga underarter finns listade i Catalogue of Life.